# 汤玉麟公馆旧址
汤玉麟公馆为奉系军阀汤玉麟在辽宁省沈阳市的官邸。沈阳目前存有汤玉麟公馆两处，一处公馆旧址为辽宁省文物保护单位，另一处公馆旧址为沈阳市文物保护单位。

## 十纬路公馆旧址
汤玉麟十纬路公馆，其旧址位于辽宁省沈阳市和平区十纬路26号。大楼建筑整体由中华冯记建筑公司设计，施工方为同义合建筑公司。该建筑平面呈凸字形，砖混结构。公馆大楼始建于1930年4月20日。1931年，九一八事变爆发后，大楼被迫停工。1933年10月，满洲国政府将该址选为满洲国立中央博物馆奉天分馆，并于1934年拨款30万续建竣工。1935年，国立博物馆开馆。抗日战争结束后，大楼先后被改为国立沈阳博物院古物馆、东北博物馆、辽宁省博物馆等。2006年9月，大楼划归由沈阳市政协使用。2008年10月27日，十纬路公馆旧址被列为第三批沈阳市文物保护单位。2014年10月17日，十纬路公馆旧址被列为第九批辽宁省文物保护单位。

## 北三经街公馆旧址
汤玉麟北三经街公馆，其旧址位于辽宁省沈阳市沈河区北三经街71号。1929年，汤玉麟为其姨太太修建公馆。1931年，九一八事变爆发后，大楼被迫停工。而后，满洲国将公馆大楼接续建成并改为关东军独立守备队司令部驻地。中华人民共和国成立后，中共中央东北局书记高岗曾在公馆旧址工作和生活。1950年代，公馆旧址被占为沈阳市中级人民法院驻地直至2000年。2013年6月17日，北三经街公馆旧址被列为第四批沈阳市文物保护单位。目前，北三经街公馆旧址被改造为汤公馆食府。